# Soiuz TMA-1
Soiuz TMA-1 (en rus: Союз ТМА-1, Unió TMA-1) va ser una missió del programa Soiuz a l'estació espacial internacional (ISS). El seu llançament es va portar a terme el 30 d'octubre de 2002 a bord d'un coet Soiuz-FG des del cosmòdrom de Baikonur, Kazakhstan. L'objectiu principal de la missió era el reemplaçament de la nau d'emergència de l'estació espacial, la Soiuz TM-34. Aquesta missió també havia de portar el tercer turista espacial, el cantant de rock estatunidenc Lance Bass, però en l'últim moment no va poder fer efectiu el pagament necessari per ocupar la seva plaça i va ser substituït per l'astronauta Iuri Lontxakov.

## Tripulació
| Posició         | Al enlairar-se    | Al aterrar        |
| --------------- | ----------------- | ----------------- |
| Comandant       | Serguei Zaliotin, | Nikolai Budarin,  |
| Enginyer de vol | Frank De Winne,   | Kenneth Bowersox, |
| Enginyer de vol | Iuri Lontxakov,   | Donald Pettit,    |

### Tripulació de reserva
| Posició         | Reserva             |
| --------------- | ------------------- |
| Comandant       | Iuri Lontxakov,     |
| Enginyer de vol | Aleksandr Lazutkin, |